# Atilio García
Atilio Ceferino García Pérez (Junín, Argentina, 26 de agosto de 1914 - Montevideo, Uruguay, 12 de diciembre de 1973) fue un futbolista argentino nacionalizado uruguayo que jugaba en la posición de delantero. Es el máximo goleador de la historia del fútbol uruguayo con 335 goles convertidos en torneos oficiales y segundo máximo goleador en la historia del Campeonato Uruguayo de Fútbol con 209 goles convertidos en 221 partidos. Es además el máximo goleador del Campeonato Uruguayo jugando para un mismo club, con sus 207 goles convertidos para Nacional. Es también el máximo goleador en la historia de los clásicos entre Nacional y Peñarol, con 35 anotaciones.

## Trayectoria
Debutó en Platense el 4 de julio de 1931 en la derrota por 5:1 frente a Racing por la segunda fecha del campeonato.[cita requerida] Anotó su primer gol el 31 de mayo de 1933 frente a Chacarita Juniors en la derrota por 4:2. Luego de jugar en Platense, pasó a Boca Juniors en el campeonato de 1937, en el que disputó siete partidos y anotó seis goles y finalizó en la tercera posición.
Luego de su pasaje por Boca Juniors fue a jugar en Nacional de Uruguay en 1938. Debutó con Nacional el 15 de enero de 1938 en la victoria por 3:2 frente a Chacarita Jrs. de Argentina en un amistoso internacional, marcando dos goles. Por el Campeonato Nocturno Rioplatense fue protagonista del recordado partido de las camisetas ensangrentadas frente a Estudiantes de La Plata. El partido transcurrió con un clima de hostilidad en el que varios jugadores terminaron con cortes en la cabeza y con las camisetas manchadas de sangre pero finalmente Nacional terminó venciendo por 2:1 con dos goles de Atilio García. Ese mismo año se consagró campeón del Campeonato Nocturno Rioplatense, en el cual fue el goleador con doce goles, y del Torneo de Honor. Además fue el goleador del campeonato uruguayo con veinte goles.
Al año siguiente se consagró campeón del Campeonato Uruguayo de 1939 siendo el máximo goleador con veintidós goles. La obtención de este campeonato evitó que Peñarol obtuviera el título por quinto año consecutivo y fue el primero de una racha de cinco temporadas en las que Nacional ganó consecutivamente el campeonato uruguayo en el llamado quinquenio de oro. Ese mismo año volvió a ganar el Torneo de Honor.
Atilio volvió a ser el goleador del Campeonato Uruguayo 1940 con dieciocho goles y volvió a ser campeón uruguayo y del Torneo de Honor. El 8 de diciembre de 1940 Nacional venció por 5:1 a su tradicional rival con cuatro goles de Atilio, siendo la mayor cantidad de goles anotados por un jugador en un clásico del fútbol uruguayo. También es recordado porque ese campeonato Nacional obtuvo una diferencia récord de trece puntos sobre Peñarol, que finalizó el campeonato en la cuarta posición. Además ganó la Copa Aldao de 1940 en un partido frente a Boca Juniors, su antiguo equipo.

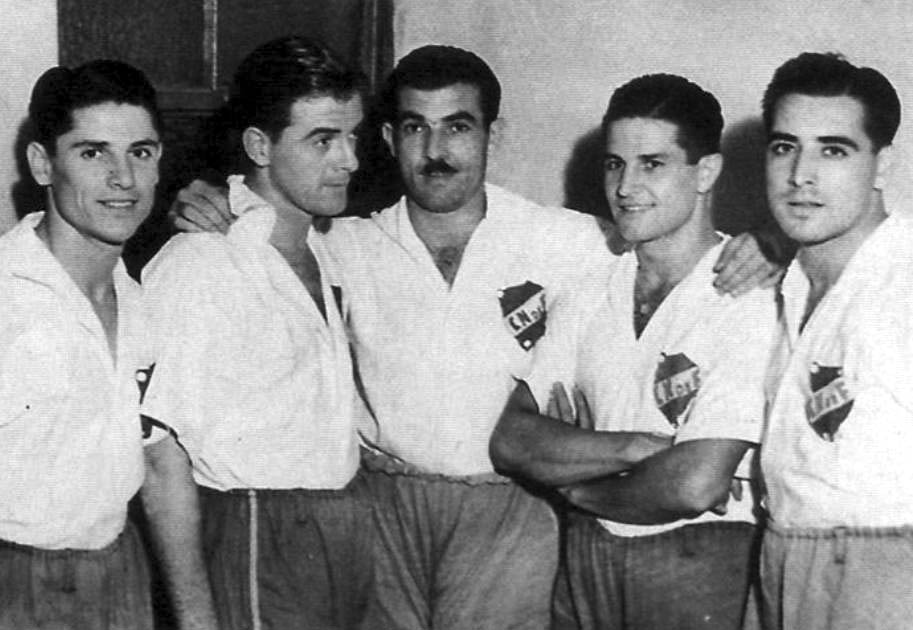
Luis Volpi, Aníbal Ciocca, Atilio García, Gabino Ballesteros y Bibiano Zapirain.

En el Campeonato Uruguayo de 1941 volvió a ser campeón, esta vez ganando todos los partidos del campeonato, y volvió a ser el goleador con veintitrés goles. El 14 de diciembre de 1941 Nacional venció por 6:0 a Peñarol, con dos goles de Atilio García, siendo la mayor goleada registrada en un clásico del fútbol uruguayo. También se coronó campeón del Torneo de Honor de ese año.
Se consagró campeón uruguayo en el Campeonato Uruguayo de 1942 y en el Campeonato Uruguayo de 1943 por quinta vez consecutiva, siendo goleador en ambos campeonatos. También fue campeón del Torneo de Honor obteniendo el único sexenio del fútbol uruguayo al obtener el título en seis temporadas consecutivas entre 1938 y 1943. En 1942 se consagró campeón de la Copa Aldao por segunda vez.
En el Campeonato Uruguayo de 1944 finalizó empatado en la primera posición con Peñarol pero perdió la final por 3:2 con dos goles de Atilio García. Fue el goleador del campeonato con veintitrés tantos y por séptimo año consecutivo, récord que ningún otro jugador ha logrado.
En 1945 salió campeón del Torneo Competencia y de la Copa de Confraternidad Escobar-Gerona. Participó en el Campeonato Sudamericano de 1945 con la Selección Uruguaya de Fútbol, en el que disputó cinco partidos y anotó cinco goles. Fue el goleador del conjunto uruguayo en ese campeonato, que finalizó en la cuarta posición. En 1946 volvió a ganar el Campeonato Uruguayo por sexta vez en su carrera y a ser el goleador por octava vez. También ganó el Torneo de Honor de ese año y la Copa Aldao por tercera vez.
Obtuvo un bicampeonato al ganar también el Campeonato Uruguayo de Fútbol de 1947. Ganó también la Copa del Atlántico en 1947. En 1948 ganó el Torneo de Honor por octava vez y el Torneo Competencia por segunda vez. También obtuvo el tercer lugar en el Campeonato Sudamericano de Campeones siendo el goleador del campeonato con cinco tantos. Obtuvo su octavo y último título de campeón uruguayo al ganar la edición del Campeonato Uruguayo de Fútbol de 1950.
Luego de su pasaje de trece años por Nacional, defendió a Liverpool Fútbol Club, Racing Club de Montevideo y se retiró en el Club Sportivo Miramar. Falleció el 12 de diciembre de 1973 en Montevideo.
Es el máximo goleador de Nacional con 464 goles en 438 partidos. También es el jugador que anotó más goles en una temporada al marcar 52 goles en 1938 y el máximo goleador de los clásicos con 35 goles a Peñarol. Es junto a Lionel Messi, Alfredo Di Stéfano y Ángel Labruna uno de los cuatro argentinos en convertir más de 300 goles con un mismo equipo.
Por este motivo es altamente recordado en el club tricolor. Una de las tribunas de su estadio Gran Parque Central lleva su nombre. A su vez, en 1997, para el segundo clásico del año con Peñarol, Nacional confeccionó las entradas en homenaje exclusivo a Atilio García. Estas tenían su rostro y remarcaban su condición de ser el máximo goleador clásico ("Atilio García, máximo goleador de clásicos", "Club Nacional de Football, decano del fútbol uruguayo", eran algunas de las inscripciones que se veían al costado de la cara del goleador argentino).

## Selección nacional

### Selección Argentina
Defendió a la Selección Argentina en cinco partidos entre los 1934 y 1944 y luego en 1947.

### Selección Uruguaya
Pese a haber nacido en Argentina, se nacionalizó uruguayo y defendió a la Selección Uruguaya en seis ocasiones y marcó cinco goles. Disputó la Copa América de 1945 en Chile marcando cinco goles en cinco partidos, siendo el goleador del conjunto uruguayo.

#### Participaciones en Copa América
| Copa              | Sede  | Resultado | Partidos | Goles |
| ----------------- | ----- | --------- | -------- | ----- |
| Copa América 1945 | Chile | 4° puesto | 5        | 5     |

#### Detalles de sus participaciones
| N° | Rival     | Resultado | Fecha                 | Lugar            | Competencia                  | Goles      | Cambio                 |
| -- | --------- | --------- | --------------------- | ---------------- | ---------------------------- | ---------- | ---------------------- |
| 1  | Ecuador   | 5:1 (2:1) | 24 de enero de 1945   | Santiago · Chile | Campeonato Sudamericano 1945 | 1' 60' 83' | -                      |
| 2  | Colombia  | 7:0 (3:0) | 28 de enero de 1945   | Santiago · Chile | Campeonato Sudamericano 1945 | 22' 89'    | -                      |
| 3  | Brasil    | 0:3 (0:3) | 7 de febrero de 1945  | Santiago · Chile | Campeonato Sudamericano 1945 | -          | 65' por Nicolás Falero |
| 4  | Chile     | 0:1 (0:1) | 18 de febrero de 1945 | Santiago · Chile | Campeonato Sudamericano 1945 | -          | -                      |
| 5  | Argentina | 0:1 (0:0) | 25 de febrero de 1945 | Santiago · Chile | Campeonato Sudamericano 1945 | -          | 80' por Nicolás Falero |

## Clubes
| Club            | País      | Año       |
| --------------- | --------- | --------- |
| Moreno de Junín | Argentina | 1931      |
| Platense        | Argentina | 1931-1936 |
| Boca Juniors    | Argentina | 1937      |
| Nacional        | Uruguay   | 1938-1951 |
| Liverpool       | Uruguay   | 1951-1952 |
| Racing          | Uruguay   | 1954      |
| Miramar         | Uruguay   | 1958-1960 |

## Estadísticas
Datos actualizados al fin de la carrera deportiva.
| Club                   | Div           | Temporada     | Liga  | Liga  | Copas | Copas | Internacional | Internacional | Otros | Otros | Total | Total | Promedio | Promedio |
| Club                   | Div           | Temporada     | Part. | Goles | Part. | Goles | Part.         | Goles         | Part. | Goles | Part. | Goles |          |          |
| ---------------------- | ------------- | ------------- | ----- | ----- | ----- | ----- | ------------- | ------------- | ----- | ----- | ----- | ----- | -------- | -------- |
| Platense Argentina     |               |               |       |       |       |       |               |               |       |       |       |       |          |          |
| 1.ª                    | 1933          | 1             | 1     | -     | -     | -     | -             | -             | -     | 1     | 1     | 1.00  |          |          |
| 1.ª                    | 1934          | 16            | 10    | -     | -     | -     | -             | -             | -     | 16    | 10    | 0.62  |          |          |
| 1.ª                    | 1936          | 2             | 1     | -     | -     | -     | -             | -             | -     | 2     | 1     | 0.50  |          |          |
| Total club             | Total club    | 18            | 12    | 0     | 0     | 0     | 0             | 0             | 0     | 18    | 12    | 0.66  |          |          |
| Boca Juniors Argentina | 1.ª           | 1937          | 7     | 6     | -     | -     | -             | -             | -     | -     | 7     | 6     | 0.87     |          |
| Boca Juniors Argentina | Total club    | Total club    | 7     | 6     | 0     | 0     | 0             | 0             | 0     | 0     | 7     | 6     | 0.87     |          |
| Nacional · Uruguay     | 1.ª           | 1938          | 20    | 22    | 10    | 12    | -             | -             | -     | -     | 30    | 34    | 1.13     |          |
| Nacional · Uruguay     | 1.ª           | 1939          | 18    | 10    | 10    | 10    | -             | -             | -     | -     | 28    | 20    | 0.71     |          |
| Nacional · Uruguay     | 1.ª           | 1940          | 19    | 19    | 7     | 6     | 2             | 2             | -     | -     | 28    | 27    | 0.96     |          |
| Nacional · Uruguay     | 1.ª           | 1941          | 20    | 23    | -     | -     | 2             | 2             | 10    | 9     | 32    | 34    | 1.06     |          |
| Nacional · Uruguay     | 1.ª           | 1942          | 18    | 19    | -     | -     | 1             | 0             | 9     | 11    | 28    | 30    | 1.07     |          |
| Nacional · Uruguay     | 1.ª           | 1943          | 16    | 19    | 1     | 1     | -             | -             | 9     | 10    | 26    | 30    | 1.15     |          |
| Nacional · Uruguay     | 1.ª           | 1944          | 20    | 21    | -     | -     | -             | -             | 9     | 9     | 29    | 30    | 1.03     |          |
| Nacional · Uruguay     | 1.ª           | 1945          | 13    | 9     | -     | -     | 2             | 1             | 8     | 5     | 23    | 15    | 0.65     |          |
| Nacional · Uruguay     | 1.ª           | 1946          | 18    | 22    | -     | -     | 2             | 5             | 6     | 7     | 26    | 34    | 1.30     |          |
| Nacional · Uruguay     | 1.ª           | 1947          | 16    | 11    | -     | -     | -             | -             | 9     | 8     | 25    | 19    | 0.76     |          |
| Nacional · Uruguay     | 1.ª           | 1948          | 11    | 7     | -     | -     | 5             | 6             | 6     | 6     | 22    | 19    | 0.86     |          |
| Nacional · Uruguay     | 1.ª           | 1949          | 10    | 11    | -     | -     | -             | -             | 5     | 3     | 15    | 14    | 0.93     |          |
| Nacional · Uruguay     | 1.ª           | 1950          | 9     | 6     | -     | -     | -             | -             | 8     | 6     | 17    | 12    | 0.70     |          |
| Nacional · Uruguay     | Total club    | Total club    | 208   | 198   | 28    | 29    | 14            | 16            | 79    | 74    | 329   | 317   | 0.96     |          |
| Liverpool · Uruguay    |               |               |       |       |       |       |               |               |       |       |       |       |          |          |
| 1.ª                    | 1951          | 12            | 2     | -     | -     | -     | -             | -             | -     | 12    | 2     | 0.17  |          |          |
| Total club             | Total club    | 12            | 2     | 0     | 0     | 0     | 0             | 0             | 0     | 12    | 2     | 0.17  |          |          |
| Total carrera          | Total carrera | Total carrera | 245   | 218   | 28    | 29    | 14            | 16            | 79    | 74    | 366   | 337   | 0.92     |          |
| 1. 2. 3. 4.            |               |               |       |       |       |       |               |               |       |       |       |       |          |          |

## Palmarés

### Campeonatos nacionales
| Título                      | Club     | País    | Año  |
| --------------------------- | -------- | ------- | ---- |
| Torneo de Honor             | Nacional | Uruguay | 1938 |
| Torneo de Honor             | Nacional | Uruguay | 1939 |
| Primera División de Uruguay | Nacional | Uruguay | 1939 |
| Primera División de Uruguay | Nacional | Uruguay | 1940 |
| Torneo de Honor             | Nacional | Uruguay | 1940 |
| Primera División de Uruguay | Nacional | Uruguay | 1941 |
| Torneo de Honor             | Nacional | Uruguay | 1941 |
| Primera División de Uruguay | Nacional | Uruguay | 1942 |
| Torneo de Honor             | Nacional | Uruguay | 1942 |
| Primera División de Uruguay | Nacional | Uruguay | 1943 |
| Torneo de Honor             | Nacional | Uruguay | 1943 |
| Torneo Competencia          | Nacional | Uruguay | 1945 |
| Primera División de Uruguay | Nacional | Uruguay | 1946 |
| Torneo de Honor             | Nacional | Uruguay | 1946 |
| Primera División de Uruguay | Nacional | Uruguay | 1947 |
| Torneo de Honor             | Nacional | Uruguay | 1948 |
| Torneo Competencia          | Nacional | Uruguay | 1948 |
| Primera División de Uruguay | Nacional | Uruguay | 1950 |

### Copas internacionales
| Título                                | Club     | País    | Año  |
| ------------------------------------- | -------- | ------- | ---- |
| Campeonato Nocturno Rioplatense       | Nacional | Uruguay | 1938 |
| Copa Aldao                            | Nacional | Uruguay | 1940 |
| Copa Aldao                            | Nacional | Uruguay | 1942 |
| Copa de Confraternidad Escobar-Gerona | Nacional | Uruguay | 1945 |
| Copa Aldao                            | Nacional | Uruguay | 1946 |
| Copa del Atlántico                    | Nacional | Uruguay | 1947 |

### Campeonatos amistosos
| Título                                                        | Club     | País    | Año  |
| ------------------------------------------------------------- | -------- | ------- | ---- |
| Copa “Lord Willington”                                        | Nacional | Uruguay | 1938 |
| Copa Congreso Nacional del Paraguay                           | Nacional | Uruguay | 1939 |
| Copa General Morinigo                                         | Nacional | Uruguay | 1939 |
| Copa Ministerio de Justicia e Instrucción Pública de Paraguay | Nacional | Uruguay | 1939 |
| Copa Presidente del Perú Dr. M. Pardo                         | Nacional | Uruguay | 1940 |
| Copa Oscaria                                                  | Nacional | Uruguay | 1940 |
| Trofeo “Millington Drake”                                     | Nacional | Uruguay | 1941 |
| Copa José Foglia                                              | Nacional | Uruguay | 1944 |
| Copa Exiliados del Pueblo Argentino                           | Nacional | Uruguay | 1945 |
| Cuadrangular Emilio Píriz                                     | Nacional | Uruguay | 1946 |
| Copa Guillermo L. Ruggia                                      | Nacional | Uruguay | 1948 |
| Copa Fiat Lux                                                 | Nacional | Uruguay | 1949 |
| Trofeo Taller Avelino de Carmelo                              | Nacional | Uruguay | 1949 |
| Copa "El Diario"                                              | Nacional | Uruguay | 1950 |
| Torneo Cuadrangular de Chile                                  | Nacional | Uruguay | 1951 |

## Distinciones individuales
En su honor, Nacional le puso su nombre a la tribuna Sur del Parque Central y colocó un busto y un cuadro en su Sede con su imagen. El escritor uruguayo Eduardo Galeano escribió un cuento llamado Gol de Atilio en el que narra un gol de Atilio García en un partido entre Nacional y Boca Juniors. En 2006 la directiva de Nacional entregó un premio llamado Atilio García al presidente Dante Iocco, al goleador Sebastián Abreu y al médico Carlos Suero por su trayectoria en el club.
Al conmemorarse en 2014 el centenario de su nacimiento, Nacional organizó una serie de festejos. Por un lado, el 20 de julio se disputó la Copa 100 años de Atilio García entre Nacional y Boca Juniors en el Estadio Centenario, la cual fue ganada por el conjunto argentino por 1:0.
Por otra parte, a través de su Comisión de Historia y Estadística, Nacional instauró el Trofeo Atilio García como premio al goleador tricolor de cada temporada. Los dos primeros, correspondientes a las temporadas 2013-14 y 2014-15, fueron para Iván Alonso, mientras que Sebastián Fernández y Martín Ligüera recibieron los correspondientes al Campeonato Uruguayo de 2015-16 y 2016 respectivamente.

### Distinciones
| Distinción                                                  | Año  |
| ----------------------------------------------------------- | ---- |
| Goleador del Campeonato Nocturno Rioplatense (12 goles)     | 1938 |
| Goleador del Campeonato Uruguayo (20 goles)                 | 1938 |
| Goleador del Campeonato Uruguayo (22 goles)                 | 1939 |
| Goleador del Campeonato Uruguayo (18 goles)                 | 1940 |
| Goleador de la Copa Aldao (2 goles)                         | 1940 |
| Goleador del Campeonato Uruguayo (23 goles)                 | 1941 |
| Goleador del Campeonato Uruguayo (19 goles)                 | 1942 |
| Goleador del Campeonato Uruguayo (18 goles)                 | 1943 |
| Goleador del Campeonato Uruguayo (21 goles)                 | 1944 |
| Goleador del Campeonato Uruguayo (21 goles)                 | 1946 |
| Goleador de la Copa Aldao (5 goles)                         | 1946 |
| Goleador del Campeonato Sudamericano de Campeones (5 goles) | 1948 |
| Máximo goleador en la historia de Nacional (464 goles)      |      |